# 조선총독부 철도

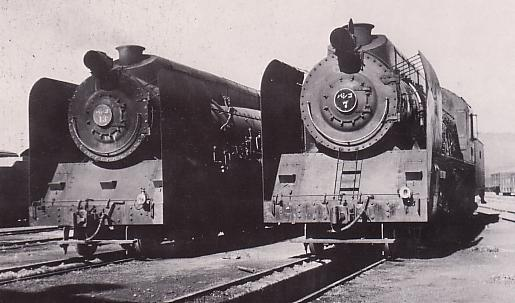
파시코 형(파시5형) 증기기관차

조선총독부 철도(일본어: 朝鮮総督府鉄道)는 일제강점기에 조선총독부 철도국에서 운영했던 철도이다.

## 개요
한반도 철도 역사는 1894년 8월 20일의 조일잠정합동조관에 따라 철도 부설권을 얻은 일본에 의해 1899년 노량진~제물포 간 철도가 개통된 것으로 시작된다. 이것이 이후 경인선이 되었다. 이어서 1905년에는 경부선이 개통되고, 이듬해인 1906년에는 러일전쟁에서의 군사수송을 목적으로 일진회의 협력을 얻은 일본 육군에 의해 경의선이 전구간 개통되었다. 경부선과 경의선은 러일전쟁 이후 일본이 획득한 남만주 철도(만철)과의 연결을 통해 일본의 대륙 진출의 발판 역할을 담당하게 되었다. 1910년 한일 합방으로 대한제국의 통치권을 얻은 일본은  경원선과 중앙선, 호남선 등을 부설하였다. 또한 노선수가 많지 않았던 1925년까지 조선에서의 철도 운영은 일체화된 수송을 위해서 남만주 철도에 위탁되었었다. 이후 조선총독부가 직접관할하게 되었으나, 북부의 일부 노선에 한해서는 대륙과의 강한 연결성으로 인해 1945년 일본이 패전하기까지 남만주 철도가 운영을 맡아 왔다.
만주사변이 발발하고 만주국이 성립되자 일본에서 조선과 만주로의 이동이 활발해졌다. 관부연락선을 끼고서 일본에서 조선, 만주까지의 연락을 담당했던 경부선과 경의선에는 특별급행열차 ‘아카쓰키(あかつき, 새벽)’, 급행열차 ‘히카리(ひかり, 빛)’, ‘노조미(のぞみ, 희망)’, ‘대륙(大陸)’, ‘흥아(興亞)’ 등의 우등 열차가 달렸다.

## 역사
- 1899년 9월 18일 - 경인철도, 노량진~인천 간 개통.[3]
- 1902년 10월 1일 - 경부철도, 영등포~명학동 개통.
- 1903년 11월 1일 - 경부철도가 경인철도를 매수.
- 1904년 2월 21일 - 일본 육군에 임시군용철도감부(臨時軍用鐵道監部) 설치.
- 1905년 4월 28일 - 군용철도, 용산~신의주 간 개통.
- 1906년 7월 1일 - 한국통감부에 철도관리국(鐵道管理局) 설치. 경부철도를 매수.
- 1906년 9월 1일 - 군용철도를 철도관리국으로 이관.
- 1909년 6월 18일 - 철도관리국을 폐지하고, 철도청(鐵道廳)을 설치.
- 1909년 12월 16일 - 통감부 관할 철도를 일본의 내각철도원(內閣鐵道院)으로 이관하고 한국철도관리국(韓國鐵道管理局)을 설치.
- 1910년 10월 1일 - 한일합방으로 설치된 조선총독부에 철도국(鐵道局)을 설치. 일본 철도원으로부터 한국철도관리국 관내노선 이관.
- 1911년 11월 1일 - 압록강 횡단철교 완성으로 남만주 철도와 연결.
- 1914년 10월 10일 - 철도국 직영 조선호텔 영업 개시.
- 1917년 7월 31일 - 만주철도에 철도경영 위탁. 만주철도에 경성 관리국(京城管理局) 설치.
- 1925년 4월 1일 - 만주철도의 철도경영 위탁을 해제. 조선총독부 외국으로 신설된 조선총독부 철도국에서 직영.
- 1933년 10월 1일 - 청진 이북의 노선을 만주철도에 위탁. 만주철도에 북선 철도 관리국(北鮮鐵道管理局)을 설치.
- 1943년 12월 3일 - 철도국 폐지. 교통국(交通局) 설치 이관.

## 조직
1940년 기준
- 서무과(庶務課)
- 조사과(調査課)
- 감독과(監督課)
- 영업과(営業課)
- 운전과(運転課)
- 건설과(建設課)
- 보선과(保線課)
- 개량과(改良課)
- 공작과(工作課)
- 전기과(電気課)
- 경리과(経理課)
- 철도사무소 (경성, 부산, 대전, 평양, 순천, 원산, 성진(城津), 강계)
- 개량사무소 (경성, 부산, 평양)
- 공장 (경성, 부산, 청진)
- 철도종사원양성소
- 경성철도병원

## 노선
1940년 기준
- 경부선(京釜線)
- 경의선(京義線)
- 경인선(京仁線)
- 호남선(湖南線)
- 경원선(京元線)
- 함경선(咸鏡線)
- 경전선(慶全線)
- 전라선(全羅線)

- 동해선(東海線)
- 중앙선(中央線/京慶線)
- 평원선(平元線)
- 만포선(滿浦線)
- 혜산선(惠山線)
- 백무선(白茂線)
- 용산선(龍山線)
- 겸이포선(兼二浦線)

- 평양탄광선(平壤炭鑛線)
- 평남선(平南線)
- 박천선(博川線)
- 군산선(群山線)
- 천내리선(川內里線)
- 북청선(北靑線)
- 이원철산선(利原鐵山線)
- 차호선(遮湖線)

- 광주선(光州線)
- 마산선(馬山線)
- 대구선(大邱線)
- 개천선(价川線)
- 용등선(龍登線)
- 도문선(圖們線)
- 회령탄광선(會寧炭鑛線)

## 민영 철도
현재의 조선민주주의인민공화국에는 민영 철도가 전혀 존재하지 않는다. 그리고 대한민국에는 코레일공항철도, 서울시메트로9호선, 신분당선 등의 민영 철도 사업자가 있다. 일제강점기에는 보다 많은 수의 민영 철도 사업자가가 존재했다.
1940년 기준
- 조선철도(朝鮮鐵道)
- 조선경남철도(朝鮮京南鐵道)
- 금강산전기철도(金剛山電氣鐵道)
- 신흥철도(新興鐵道)

- 조선평안철도(朝鮮平安鐵道)
- 서선중앙철도(西鮮中央鐵道)
- 경춘철도(京春鐵道)
- 단풍철도(端豊鐵道)

- 조선석탄공업철도(朝鮮石炭工業鐵道)
- 평북철도(平北鐵道)
- 다사도철도(多獅島鐵道)
- 북선척식철도(北鮮拓殖鐵道)

- 삼척철도(三陟鐵道)
- 부산임항철도(釜山臨港鐵道)
- 남만주철도(南滿洲鐵道)
- 동만주철도(東滿洲鐵道)

## 같이 보기
- 조선총독부 철도국
- 대한민국의 철도
- 조선민주주의인민공화국의 철도